# Lexie Brant
Lexie Brant (Brisbane, 12 de noviembre de 2003) es una modelo y reina de belleza australiana, ganadora del concurso Miss Universo Australia 2025 y representará a Australia en el concurso Miss Universo 2025 en Tailandia.

## Biografía
Brant nació en Brisbane, Queensland. Estudió una licenciatura en terapia ocupacional y trabajó como secretaria médica para un cirujano ortopédico.

## Concursos de belleza

### Miss Universo Australia 2025
El 4 de febrero de 2025, Brant fue seleccionada como finalista del estado de Queensland para Miss Universo Australia 2025. El 26 de marzo de 2025, compitió contra otras 26 candidatas en la final estatal de Queensland de Miss Universo Australia 2025 en Lina Rooftop, Brisbane. Fue elegida como una de las siete finalistas nacionales del estado.
El 15 de agosto de 2025, Brant compitió contra otras 30 candidatas a Miss Universo Australia 2025 en CrownPerth, Burswood, Australia Occidental, donde ganó el título y fue reemplazada por Zoe Creed.
El 21 de noviembre de 2025, Brant representará a Australia en el certamen Miss Universo 2025 en el Impact Challenger Hall de Pak Kret, Nonthaburi, Tailandia.